# (34567) 2000 SR297
2000 SR297 (asteroide 34567) é um asteroide da cintura principal. Possui uma excentricidade de 0.04940620 e uma inclinação de 8.40013º.
Este asteroide foi descoberto no dia 28 de setembro de 2000 por LINEAR em Socorro.